# Keet!
Keet! is een personage van de Nederlandse kinderzender Telekids van RTL 8. Ook is ze een personage uit de bioscoopfilm Keet & Koen en de Speurtocht naar Bassie & Adriaan (2015). Keet! is het nichtje van Clown Bassie.

## Geschiedenis
De rol van Keet! werd in 2010 geïntroduceerd bij de terugkeer van Telekids op televisie. Keet! werd toen nog gespeeld door Yvonne Coldeweijer. Nadat ze de rol bijna drie jaar had vertolkt, nam Janouk Kelderman de rol in juni 2013 van haar over. In 2017 verdween Keet! als het gezicht van Telekids van de televisie.
In de speelfilm Keet & Koen en de Speurtocht naar Bassie & Adriaan blijkt Keet het nichtje van clown Bassie, van het bekende televisieduo Bassie en Adriaan, te zijn. Net als haar oom is zij ook actief in het artiestenvak. Samen met Koen vormt ze al jaren een straatartiestenduo. Ze staan met hun acts op pret- en vakantieparken. Keet en Koen dromen ervan om uiteindelijk net zo beroemd te worden als Bassie en Adriaan.
Muziek van Keet! werd uitgebracht door 8ball Music.

## Discografie Keet!

### Albums
| Album met eventuele hitnotering(en) in de Nederlandse Album Top 100 | Datum van verschijnen | Datum van binnenkomst | Hoogste positie | Aantal weken | Opmerkingen |
| ------------------------------------------------------------------- | --------------------- | --------------------- | --------------- | ------------ | ----------- |
| Keet!                                                               | 04-11-2011            | 12-11-2011            | 13              | 33           |             |
| VIP                                                                 | 08-11-2012            | -                     | -               | -            |             |

### Singles
| Single met eventuele hitnotering(en) in de Nederlandse Top 40 | Datum van verschijnen | Datum van binnenkomst | Hoogste positie | Aantal weken | Opmerkingen     |
| ------------------------------------------------------------- | --------------------- | --------------------- | --------------- | ------------ | --------------- |
| Big splash                                                    | 01-11-2010            | -                     |                 |              |                 |
| Ik kan het heus wel zelf                                      | 08-04-2011            | -                     |                 |              |                 |
| Superkeet!                                                    | 14-10-2011            | -                     |                 |              |                 |
| Doggy                                                         | 10-02-2012            | -                     |                 |              |                 |
| USA                                                           | 13-07-2012            | -                     |                 |              |                 |
| Kus van KEET!                                                 | 05-07-2013            | -                     |                 |              |                 |
| Als je danst met Keet!                                        | 22-01-2014            | -                     |                 |              |                 |
| Altijd samen                                                  | 18-09-2015            | -                     |                 |              | als Keet & Koen |